# علي بروين

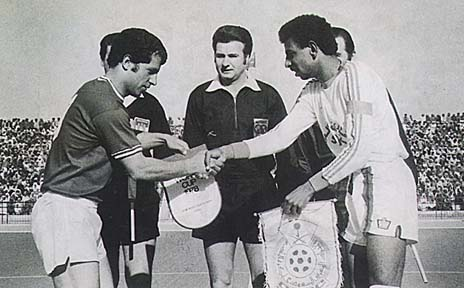
قائد المنتخب الإيراني لكرة القدم علي بروين (يسار الصورة) يصافح لاعب المنتخب السعودي لكرة القدم قبل بداية المباراة

علي بروين (بالفارسية: علی پروین) وينطق علي برفين، من مواليد 25 سبتمبر 1946م، ويلقب «السلطان» ، وهو لاعب كرة قدم إيراني سابق، ونجم أسطورة نادي برسبوليس الإيراني، لعب مع منتخب بلاده كأس آسيا لكرة القدم مرتين سنة 1972م و1976م، ومنح شارة قائد المنتخب الإيراني لكرة القدم في نهائيات كأس العالم التي أستضافته الأرجنتين سنة 1978م، كما حصل على جائزة مدرب كرة القدم الإيرانية سنة 2000م.